# Sutra en cuarenta y dos secciones
El Sutra en cuarenta y dos secciones (también llamado Sutra de los cuarenta y dos capítulos, chino: 四十二章經) se considera a menudo como el primer sutra budista indio traducido al chino. Sin embargo, esta colección de aforismos podría haber aparecido tiempo después de las primeras traducciones confirmadas o incluso oidría haber sido compilada en Asia Central o China. Según la tradición, fue traducido por dos monjes Yuezhi, Kasyapa Matanga (迦葉摩騰) y Dharmaratna (竺法蘭), en el año 67 d. C. Debido a su asociación con la entrada del budismo en China, cuenta con un estatus muy importante en el este asiático.

## Historia de la traducción
En los Anales de los Han posteriores y en el Mouzi lihuo lun, se decía que el emperador Ming de Han (r. 58-75 d. C.) soñó con un espíritu que tenía un «cuerpo dorado» y una cabeza que emitía «rayos de luz». Sus consejeros identificaron al espíritu como Buda, a quien se le suponía el poder de volar. Más tarde, el emperador ordenó a una delegación (encabezada por Zhang Qian) que se dirigiera al oeste en busca de las enseñanzas de Buda. Los enviados regresaron y trajeron consigo a los dos monjes indios Kasyapa Matanga y Dharmaratna junto con el sutra. Cuando llegaron a la capital china de Luoyang, el emperador hizo construir para ellos el Templo del Caballo Blanco.
Se dice que tradujeron seis textos, el Sutra del Repertorio del Mar Dhármico (法海藏經), el Sutra de las hazañas del Buda en sus reencarnaciones (佛本行經), el Sutra de la extinción de los nudos en las Diez Terras Sagradas (十地斷).結經), el Sutra de las manifestaciones reencarnadas del Buda (佛本生經), la Compilación de las versiones divergentes de los doscientos sesenta preceptos (二百六十戒合異) y el Sutra en cuarenta y dos secciones. Solo el último ha sobrevivido.
Los expertos, sin embargo, cuestionan la fecha y la autenticidad de la historia. En primer lugar, hay pruebas de que el budismo se introdujo en China antes de la fecha que se le atribuye a la visión del emperador Ming, el año 67. Tampoco se puede fechar con seguridad el sutra en el siglo {Versalita|i}}. En 166 d.C., en un monumento al emperador Huan, el funcionario Xiang Kai se refirió a esta escritura varias veces. Por ejemplo, Xiang Kai afirma que «El Buda no pasó tres noches bajo la [misma] morera; no deseaba permanecer allí por mucho tiempo», lo cual es una referencia a la Sección 2 de este tecto. Además, también se refiere a la Sección 24 del texto, cuando Xiang Kai cuenta la historia de una deidad que presenta una hermosa doncella al Buda, a lo que el Buda responde: «Esto no es más que un saco de cuero lleno de sangre». No obstante, si bien estas secciones parecen reflejar la edición existente del texto, es posible que la edición que tenemos ahora difiera sustancialmente de la versión del texto que circulaba en el siglo {Versalita|ii}.

## Estructura y comparación con otras obras
El Sutra en cuarenta y dos secciones consta de un breve prólogo y 42 capítulos breves (en su mayoría, de menos de 100 caracteres chinos), compuestos en gran parte por citas del Buda. La mayoría de los capítulos comienzan con «Dijo el Buda...» (佛言...), pero varios proporcionan el contexto de una situación o una pregunta formulada al Buda. El texto en sí no se considera un sutra formal, y las primeras escrituras se refieren a la obra como «Cuarenta y dos secciones de las escrituras budistas» o «Las cuarenta y dos secciones del emperador Xiao Ming». 
No está claro si había un texto sánscrito original o si se trata de una recopilación de una serie de pasajes extraídos de otras obras canónicas a la manera de las Analectas de Confucio. Esta última hipótesis también explicaría la similitud de las repeticiones «Dijo el Buda...» y «Dijo el Maestro », familiares en los textos confucianos. Podrían haber sido la inclinación más natural de los traductores budistas en el ambiente confuciano y algo que tendría más posibilidades de ser aceptado que un tratado extenso.  Entre quienes lo consideran basado en una obra en sánscrito equivalente, se le atribuye más antigüedad que a otros Sutras Mahayana debido a la simplicidad de su estilo y la naturalidad de su método.  Los expertos también han podido encontrar los aforismos presentes en esta escritura en varias otras obras budistas como Digha, Majjhima, Samyutta, Anguttara Nikayas y Mahavagga. Además, los expertos tampoco están seguros de si la obra se compiló por primera vez en la India, Asia central o China. 